# Patasaari (ö i Södra Savolax, Nyslott, lat 61,82, long 28,21)
Patasaari är en ö i Finland. Den ligger i sjön Kyrsyänjärvi och i kommunen Sulkava i den ekonomiska regionen  Nyslotts ekonomiska region  och landskapet Södra Savolax, i den södra delen av landet, 250 km nordost om huvudstaden Helsingfors. Öns area är 1 hektar och dess största längd är 150 meter i sydöst-nordvästlig riktning.